# Whyanbeelia terrae-reginae
Whyanbeelia terrae-reginae là một loài thực vật có hoa trong họ Picrodendraceae. Loài này được Airy Shaw & B.Hyland miêu tả khoa học đầu tiên năm 1976.